# Andrea Savage
Andrea Savage est une actrice, scénariste et productrice américaine née le 20 février 1973 à Santa Monica, Californie.

## Filmographie

### Cinéma
- 1995 : Song of the Sea : Gertie Fitzpatrick
- 2008 : Very Bad Strip, la cave se rebiffe ! (The Grand) : Renee Jansen
- 2008 : Frangins malgré eux (Step Brothers) : Denise
- 2009 : I Love You, Beth Cooper : Dr Gleason
- 2009 : Lashisse (Vidéo)
- 2010 : The Dinner : Robin
- 2011 : Trois Colocs et un bébé (Life Happens) : Patti
- 2012 : Republicans, Get In My Vagina : une femme
- 2014 : Le Second Souffle (You're Not You) de George C. Wolfe
- 2017 : Vegas Academy : Coup de poker pour la fac (The House) d'Andrew Jay Cohen : Laura
- 2022 : Une vie ou l'autre (Look Both Ways) de Wanuri Kahiu
- 2023 : You People de Kenya Barris (en)
- 2025 : War of the Worlds de Rich Lee

### Télévision
- 1996 - 1998 : California College: les jumelles de Sweet Valley (Sweet Valley High) (série télévisée) : Renata Vargas
- 1997 : Sabrina, l'apprentie sorcière (Sabrina, the Teenage Witch) (série télévisée) : Stacey Fink
- 1998 : Susan (série télévisée)
- 1998 : Stark Raving Mad (série télévisée) :  Missy
- 2001 : Inside Schwartz (série télévisée): Alexa
- 2002 : Good Morning, Miami (série télévisée) : Cindy
- 2002 : In-Laws (série télévisée) : Sarah
- 2003 : À la Maison-Blanche (The West Wing) (série télévisée) : Heidi Choat
- 2004 : Cold Case (série télévisée) : Lindsay 1982
- 2004 : Significant Others (série télévisée) : Chelsea
- 2004 - 2005 : Un gars du Queens (The King of Queens) (série télévisée) : Kate
- 2005 : Les Lectures d'une blonde (série télévisée) : Barbara
- 2006 : Dog Bites Man (série télévisée) :  Tillie Sullivan
- 2007 : Mon oncle Charlie (Two and a Half Men) (série télévisée) : Lena
- 2007 : The Winner (série télévisée) : Donna
- 2008 : The Cleaner (série télévisée) : Nicole
- 2009 : Glenn Martin DDS (série télévisée) : Enfant (Voix)
- 2010 : The Strip (téléfilm) : Jackie
- 2010 : Party Down (série télévisée) : Annie LeGros
- 2010 - 2011 : Funny or Die Presents… (série télévisée) : Rebecca / Une fille au ballon / La fille de la bande de ringard / Une actrice
- 2011 : Modern Family (série télévisée) : Holly
- 2012 : American Judy (téléfilm) : Gail
- 2012 : The League (série télévisée) : Gail
- 2012 : Rebounding (téléfilm) : Amanda
- 2013 : Newsreaders (série télévisée) : Valerie Vesser
- 2015 : The Hotwives :  Veronica Von Vandervon/ Ivanka Silversan
- 2015 - 2017 : Episodes (série télévisée) : Helen Basch
- 2016 - 2019 : Veep (série télévisée) : Laura Montez
- 2016 – 2017 : iZombie : Vivian Stoll (rôle récurrent saisons 2 et 3)
- 2016 : Drunk History : Addie Cherry 	(épisode Shit Shows)
- 2017 – 2019 : I'm Sorry : Andrea Warren
- 2017 : Larry et son nombril : Rhonda (épisode The Accidental Text on Purpose)
- 2018 : Bob's Burgers : Claire (voix) (épisode Mo Mommy, Mo Problems)
- depuis 2022 : Tulsa King (série télévisée) : Stacy Beale